# اشوندو
اشوندو (به آلمانی: Schwendau) یک منطقهٔ مسکونی در اتریش است که در شواس واقع شده‌است. اشوندو ۱۷٫۳۶ کیلومتر مربع مساحت دارد ۶۲۰ متر بالاتر از سطح دریا واقع شده‌است.